# 黃舉人宅
黃舉人宅，原址座落於今宜蘭市新民路巷弄，為清代宜蘭縣首位舉人黃纘緒故居，興建於清光緒3年（1877年）。1996年，因逢都市計畫面臨拆除，經宜蘭縣府與各方協助於2001年拆遷重組於五結鄉國立傳統藝術中心宜蘭傳藝園區內。

## 屋主
黃纘緒（1817年—1893年），三結街東門口人（今宜蘭市），字紹芳，號啟堂。原籍福建省漳浦縣，幼居於臺北芝蘭（今臺北市士林區），至其祖父時舉家遷居宜蘭並以農耕為生。道光二十年（1840年），黃纘緒考取秀才並於同年秋試順利中舉，為開蘭首位舉人。黃中舉後曾建宅於今宜蘭市文宛里址，然該宅毀於火，現已不復存。其後經營地產，將土地租予佃農開墾收取租金、分發口糧予鄉民，並以耕種需要興建水圳。黃纘緒雅好戲曲，為北管西皮派領袖。光緒19年（1893年）逝世，享年77歲；隔年葬於四圍堡草湳山頂。

## 概要

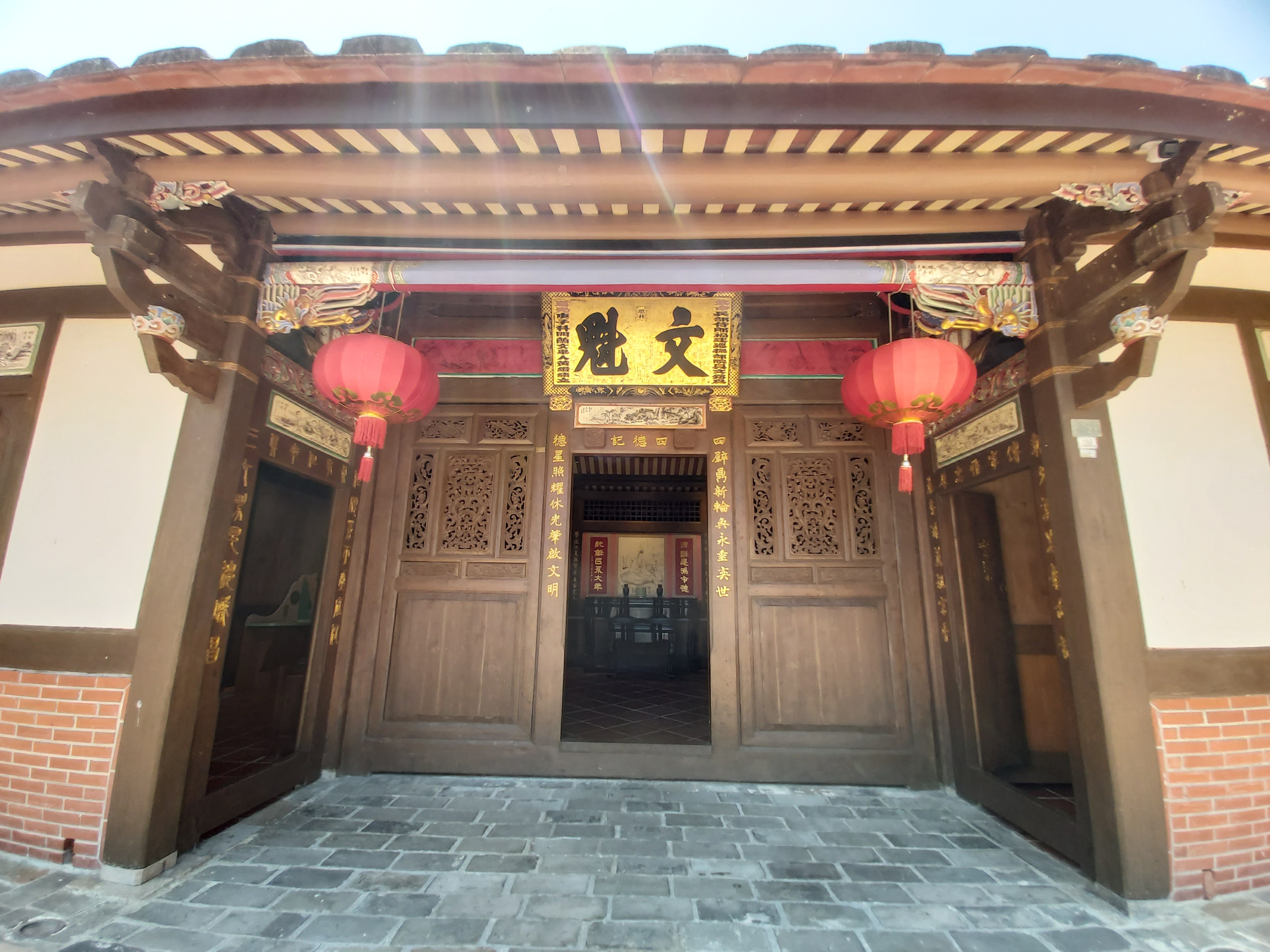
正廳「文魁」匾

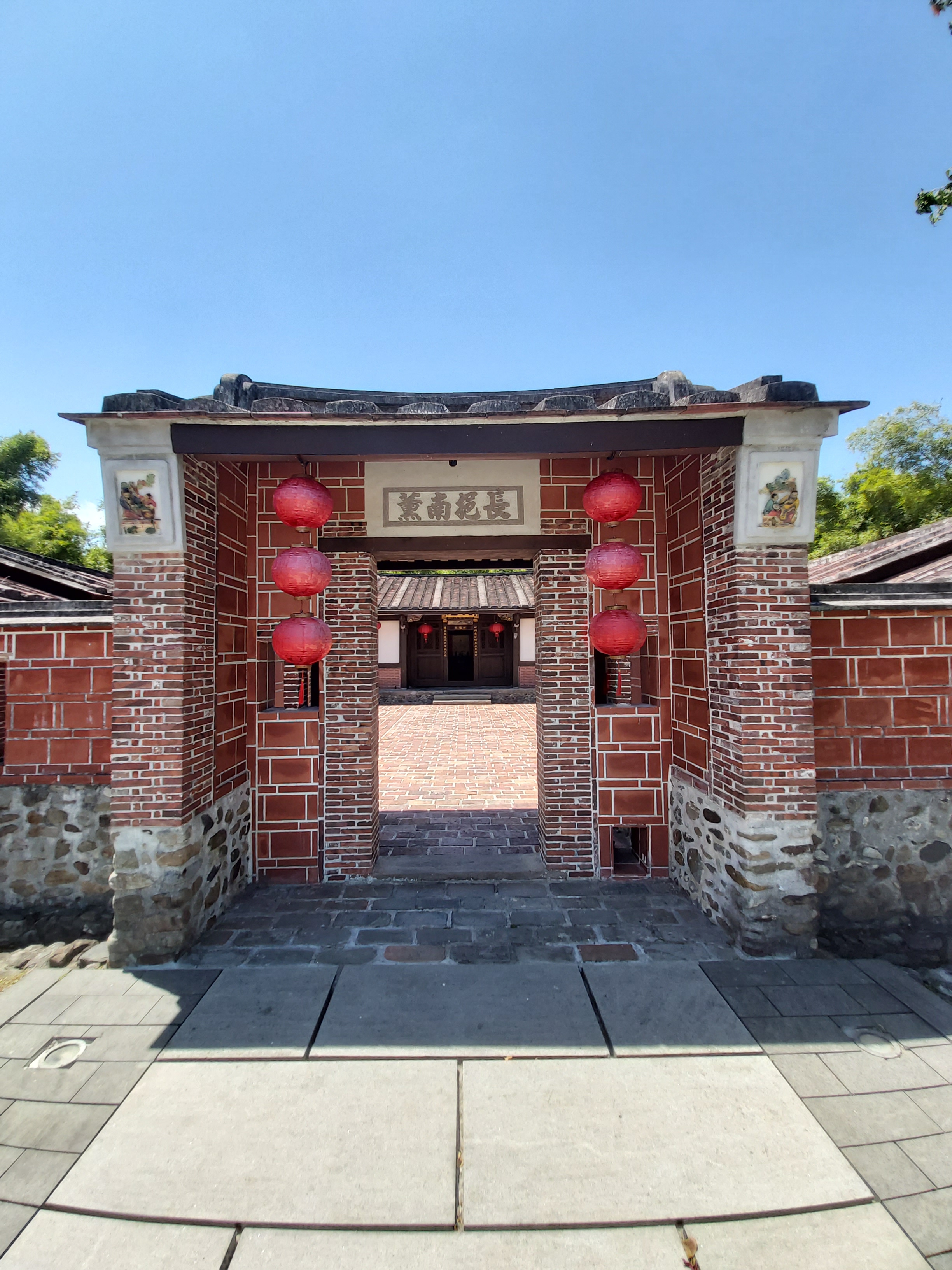
門樓「長挹南薰」字樣

黃舉人宅由黃纘緒興建於清光緒3年（1877年），原座落於宜蘭市友愛百貨舊址前，1991年初，因市區都市計畫施作面臨拆除，時任宜蘭縣縣長游錫堃為推動文化保存，參與說服黃氏第四代子孫捐出屋宅地面建物及文物，1996年暫時拆卸保存，參與相關工程的匠師簡港、林添發及李慶堂等將拆下的一磚、一瓦、一木做好編號，再按照傳統工法重新組建於2001年6月，於國家傳統藝術中心宜蘭傳藝園區內異地復建。因黃纘緒曾施影響於宜蘭唯一進士楊士芳，而楊士芳則施影響於後來的民主先賢蔣渭水、郭雨新，使黃纘緒宅第的保存計畫更具歷史價值意義。

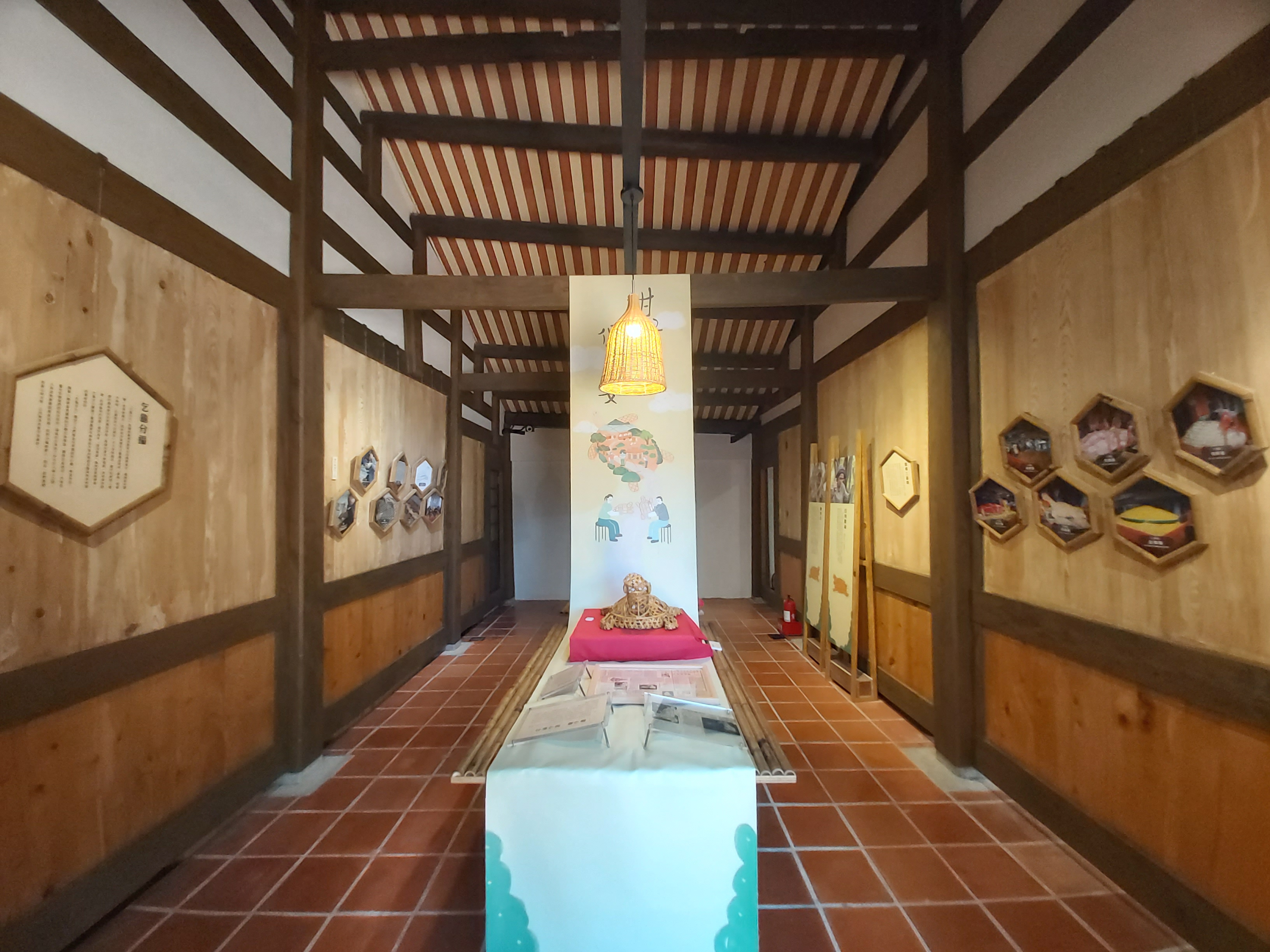
民俗展示間
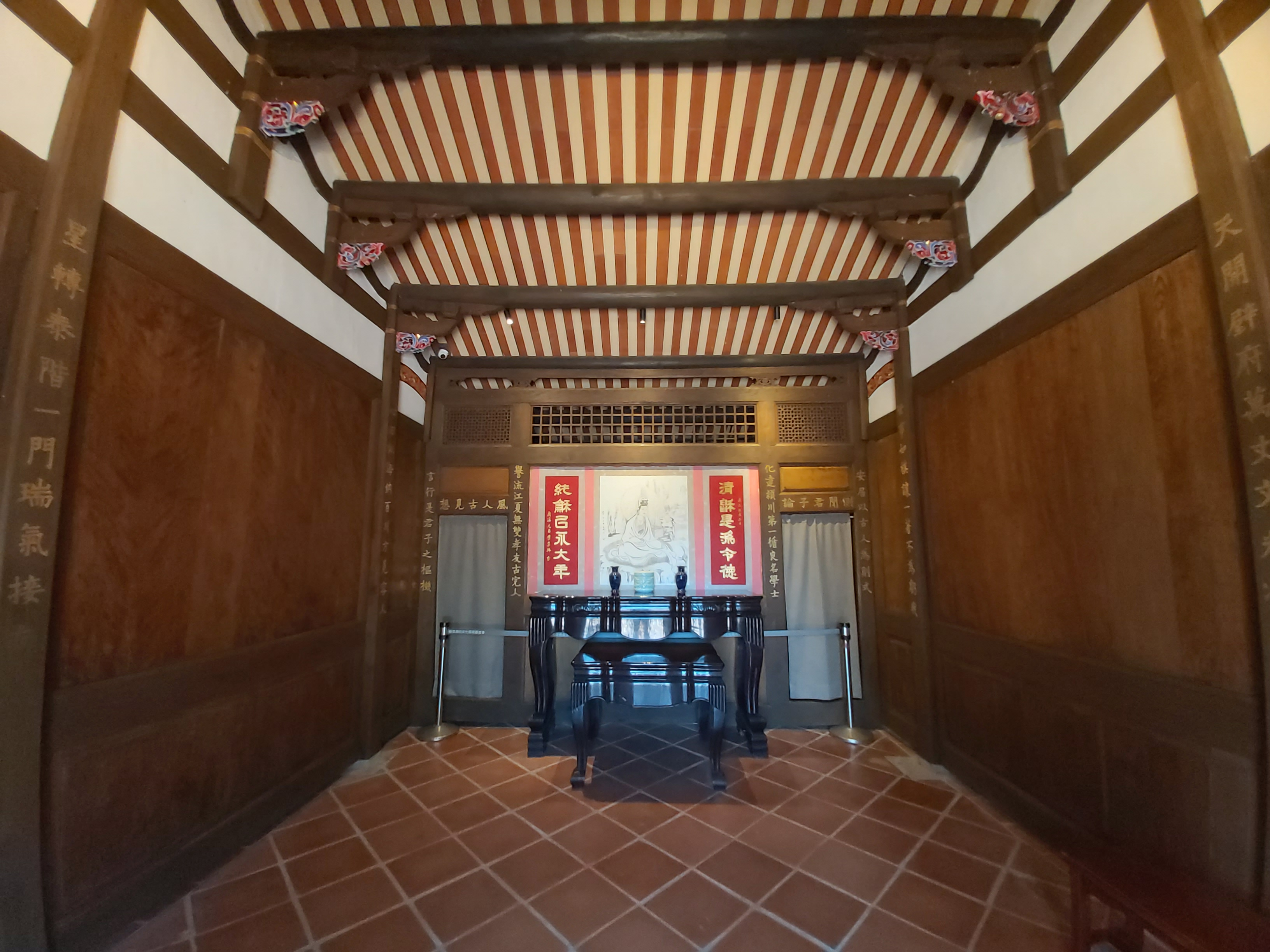
正廳陳設
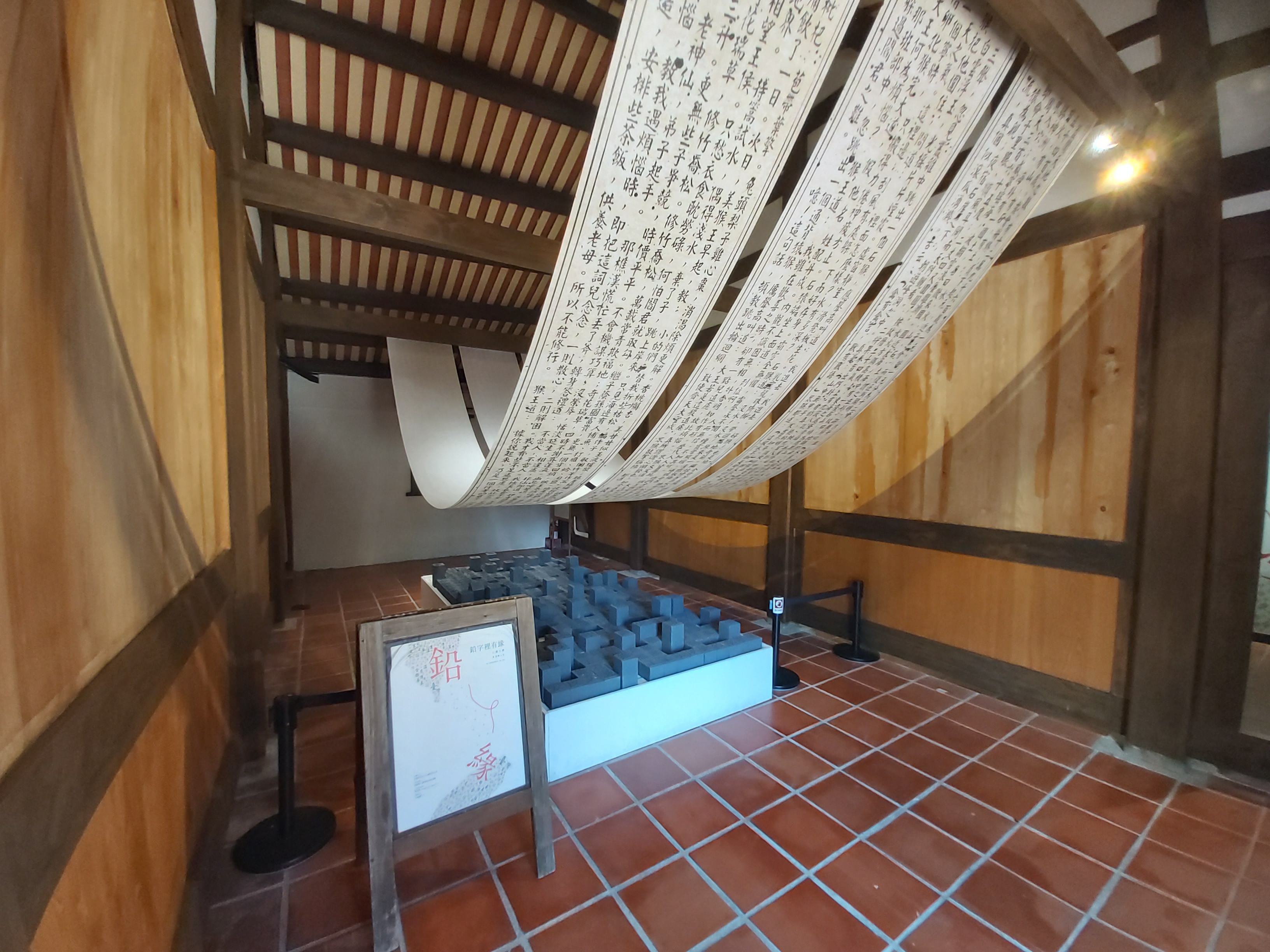
日星鑄字展間

2003年宅第進行木構件彩繪施作，呈彩度高、熱鬧豐富之色調，後因位處近海濱、臨河、多雨潮溼之地而多有損壞。2018年始至2020年，以「復原黃舉宅文人宅邸、宜蘭民居」之素雅風貌為題，重新裝修。
宅院為典型由正廳與兩側護龍組合閩式三合院，四周圍牆以鵝卵石為基座再以紅磚砌牆。門樓上題有「長挹南薰」字樣，描繪夏日南風拂薰竹林搖曳情境。正廳門額「四德記」；對聯「四𨐧鼎新輪奐永垂奕世」、「德星照耀休光肇啟文明」，傳由黃纘緒親題。正廳懸有門匾，以金底粗黑體字書寫「文魁」二字，由清欽命兵部侍郎福建巡撫部院吳文鎔所立，以彰顯黃舉人的科舉功名，為宜蘭縣內唯一留存的舉人宅第，亦為首例古蹟拆遷保存案。

## 外部連結
- 宜蘭傳藝園區-黃舉人宅 （页面存档备份，存于）